# Edward G. Boyle
Edward G. Boyle (30 de janeiro de 1899 — 17 de fevereiro de 1977) é um diretor de arte estadunidense. Venceu o Oscar de melhor direção de arte na edição de 1961 por The Apartment, ao lado de Alexandre Trauner.